# Sitnica
La Sitnica (in albanese Sitnicë; in serbo Ситница?, Sitnica) è un fiume del Kosovo, lungo 90 km. Si riversa nelle acque dell'Ibar a Kosovska Mitrovica, ed è il fiume più lungo che scorre completamente in territorio kosovaro.
Il Sitnica nasce dal colle Sazlija, a nord della città di Uroševac, e nel suo tratto iniziale è chiamato anch'esso Sazlija.
Scorre principalmente verso nord, così coma la maggior parte dei fiumi della piana del Cossovo, sulle pendici occidentali del monte Žegovac, dal quale riceve i fiumi tributari di destra come lo Žegovska, a sud di Lipjan, vicino ai villaggi di Muhadžer Talinovac, Muhadžer Babuš, Robovce (dove riceve le acque del Crnoljeva da sinistra), Topličane, Gracko, Mali Alaš e la città di Lipjan. Il fiume continua verso nord, tra i villaggi di Suvi Do, Skulanovo, Radevo e Batuse, dove entra nel bacino carbonifero del Kosovo (con la miniera principale, Dobri Do, esattamente sul fiume), a ovest di Pristina. In quest'area la Sitnica riceve i suoi maggior affluenti: Gračanka e Prištevka da destra, e la Drenica da sinistra.
Il fiume scorre ad est di Pristina, vicino Kosovo Polje e Obiliq e il villaggio di Plemetina, tra il monte Čičavica a ovest, e le pendici settentrionali del Kopaonik, a est. La Sitnica lascia il bacino carbonifero come il più inquinato fiume del Kosovo e della Serbia, fenomeno che si riscontra anche nell'Ibar e nella Morava Meridionale.
Continua verso nord-ovest, vicino ai villaggi di Prilužje, Mijalić, Reka (dove riceve il maggiore affluente, il Lab, da destra), Pestovo (dove riceve le acque dello Slakovačka, da destra), la città di Vučitrn, Senjak, Veliki Kičić e Malo Kičiće, buttandosi nell'Ibar come affluente di destra, a Kosovska Mitrovica, con una portata di 9,5 m³/s.
A causa della bassa inclinazione del suo bacino (3.129 km²) che va dai 560 m del colle Sazlija ai 499 m nel punto di confluenza con l'Ibar, la Sitnica crea molti meandri. Il ponte più lungo sul fiume è il Vojnovića, vicino Vučitrn.

## Galleria d'immagini

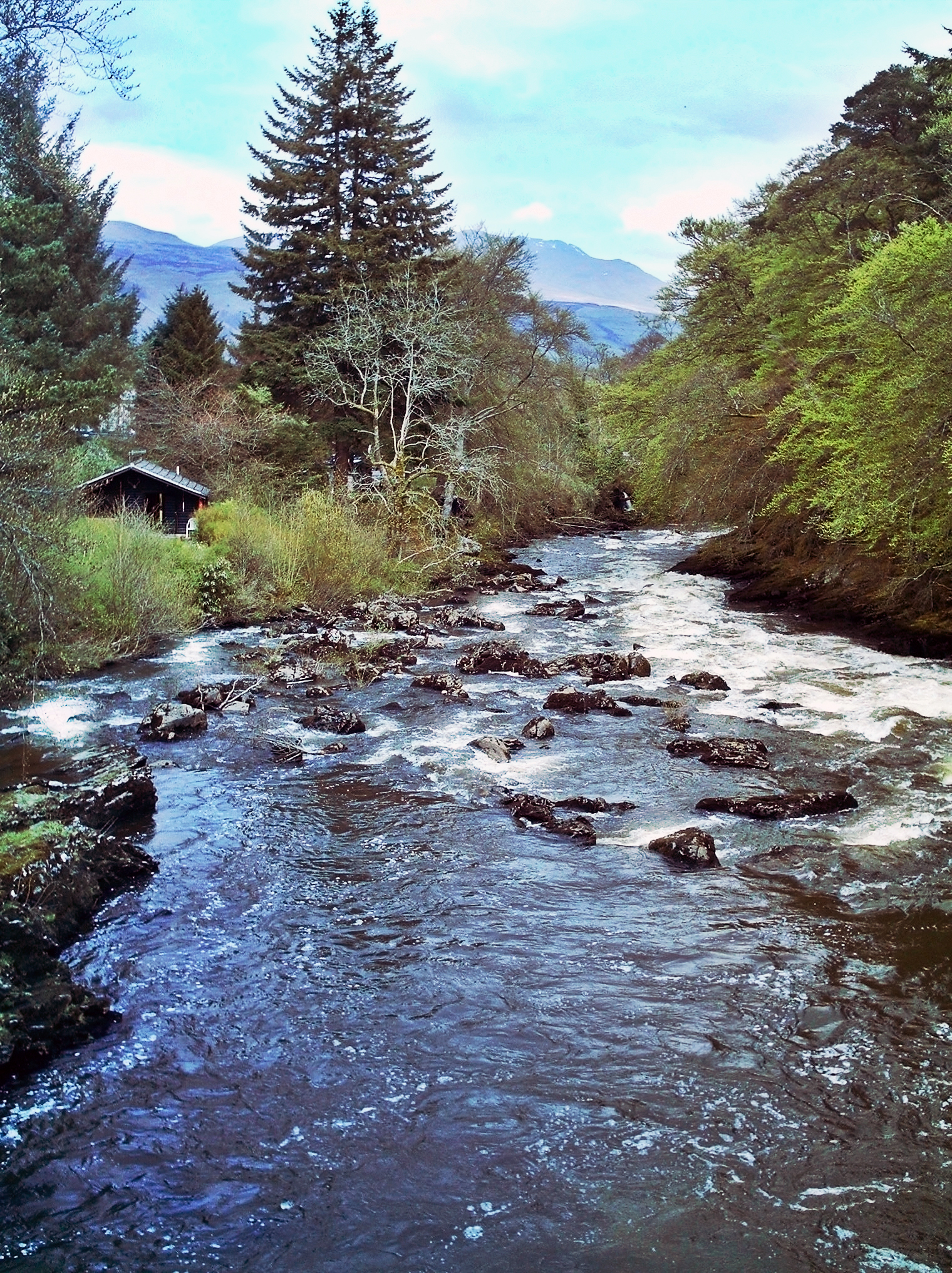
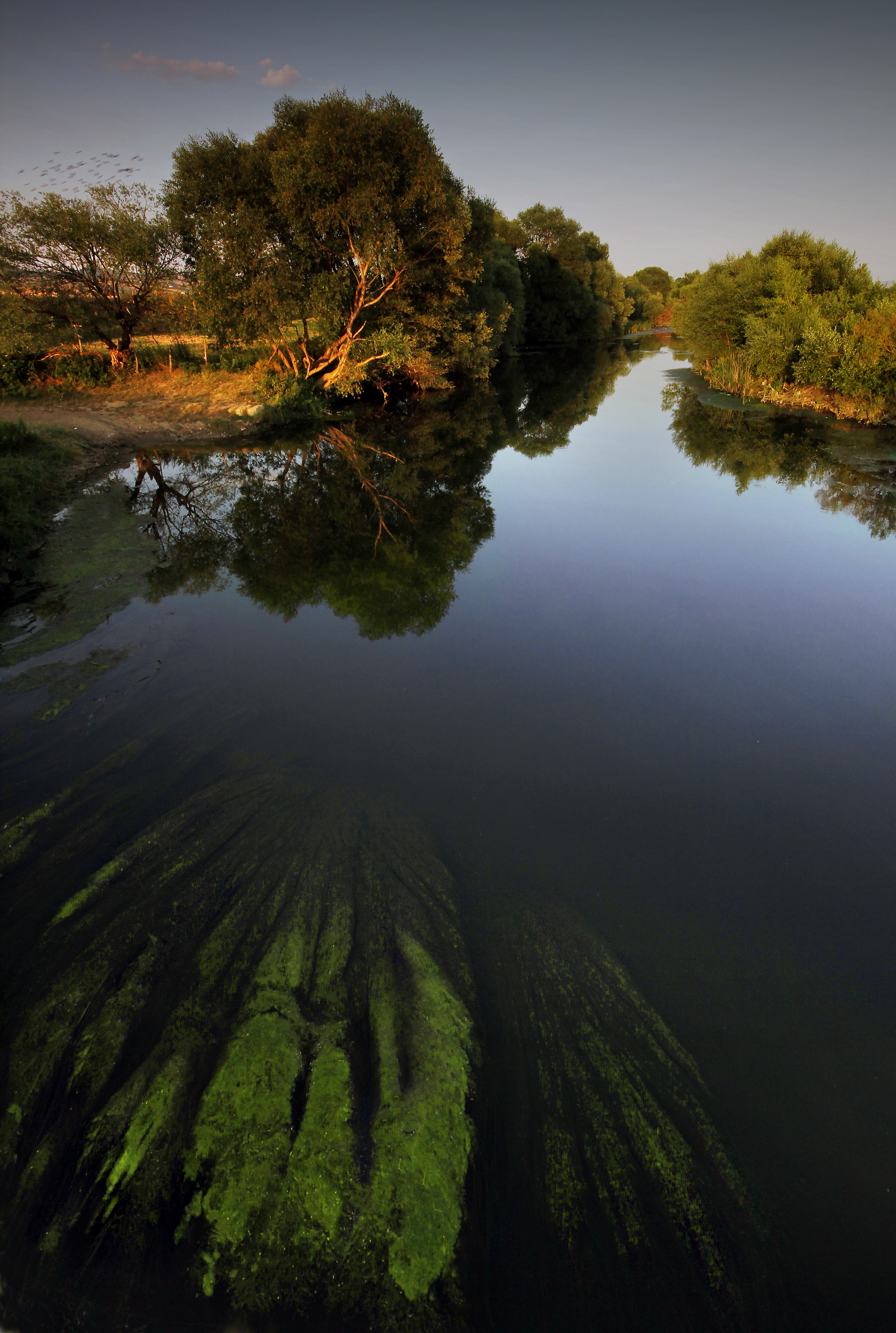
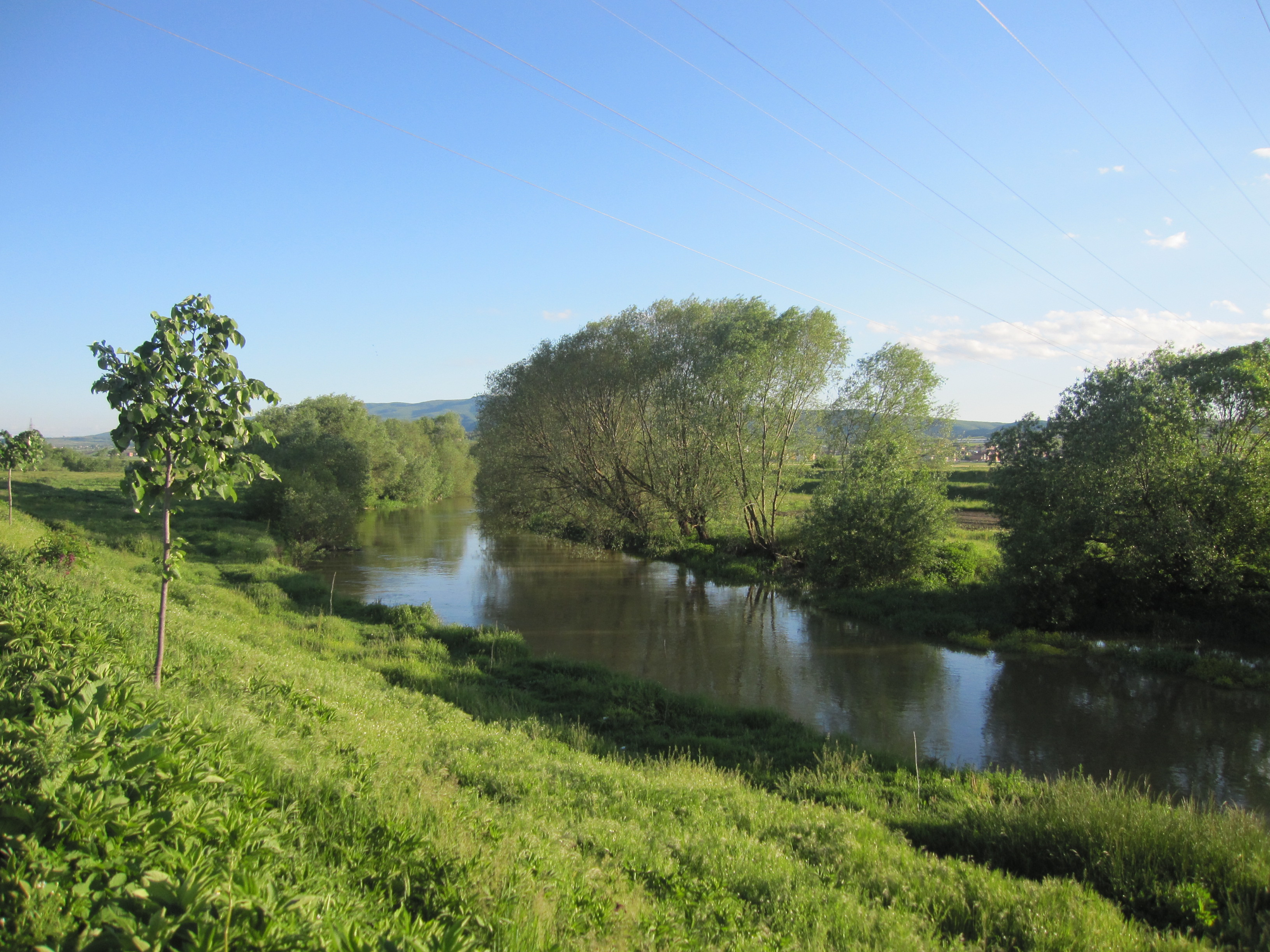